# Citlali Fabián
Citlali Fabián (nacida en Oaxaca) es una artista visual, fotógrafa y narradora mexicana, que ha presentado su trabajo en Estados Unidos, España y Holanda y además, ha sido reconocida por medios como The New York Times por la forma en la que transmite su identidad a través de sus fotografías.

## Biografía
Citlali es originaria de Yalálag, una comunidad zapoteca de la Sierra Norte de Oaxaca, en México. A pesar de no haber nacido ahí, se considera yalalteca, pues ha construido su identidad alrededor de las costumbres y tradiciones que desde muy pequeña sus padres le transmitieron y que se fortalecieron por familiares que también habitaban fuera de la comunidad.
En su trabajo fotográfico, la artista se ha enfocado en temas como la migración, el origen y los vínculos que se establecen con la cultura, la nación o la familia. Fabián explora los lazos afectivos con la comunidad y los elementos culturales que la conforman.
Utiliza la fotografía analógica para capturar las tradiciones y costumbres de las comunidades que retrata, pues considera que este medio le permite establecer un vínculo más personal e íntimo con su trabajo, además de que las técnicas clásicas de fotografía hacen posible un trabajo más meditado y selectivo al encuadrar sus imágenes y en el proceso de revelado.

## Trayectoria
Estudió la licenciatura en fotografía en la Universidad Veracruzana y una Maestría en Artes Visuales en la Universidad Nacional Autónoma de México. En 2015, el George Eastman Museum le otorgó una certificación en Preservación y Manejo de Colecciones Fotográficas.
En su proyecto de largo alcance Soy de Yalálag, un ensayo fotográfico para explorar el desarrollo de nuestra identidad zapoteca, ha documentado, desde 2011, la vida y costumbres de los habitantes de esta comunidad oaxaqueña, muchos de los cuales forman parte de su propia familia. Fabián se ha interesado también en retratarlos fuera de la comunidad, como a quienes habitan en la Ciudad de México o también a la numerosa comunidad yalalteca que reside en Los Ángeles. Para Fabián este registro es un homenaje a la comunidad que aún lejos de su lugar de procedencia resiste y mantiene sus tradiciones. Un reportaje sobre este proyecto fue publicado en 2019 en el diario The New York Times.
Mestiza es un proyecto fotográfico que la fotógrafa emprendió con la intención de darle voz a las minorías, en donde trató de dotar de mayor presencia y reconocimiento a un grupo vulnerable por partida doble: las mujeres indígenas de Yalálag. Para materializar este esfuerzo, Citlali contó con la colaboración de mujeres cercanas: madre, primas, sobrinas y vecinas. La artista ha hablado de la importancia que tiene tomar en cuenta lo que sus modelos quieren hacer al momento de ser retratados, en este sentido, ha declarado que la fotografía es un acto de complicidad y resonancia. Mestiza fue seleccionada por el blog Lens de The New York Times como parte de las trece historias fotográficas favoritas de 2018.
El trabajo de Citlali Fabián ha sido publicado en LA Times, revista Cuartoscuro, IM Magazine y la revista La Palabra y el Hombre.

## Exposiciones
Citlali Fabián ha expuesto su trabajo fotográfico, de manera individual y colectiva, en México, Estados Unidos, España, Holanda y Argentina. Además, su trabajo forma parte de diversas colecciones, entre las más relevantes están la Colección INBA/Toledo, la Colección Patricia Conde y la Colección Wittliff de la Universidad de Texas en Estados Unidos.

### Exposiciones individuales
- Soy de Yalalag / Ben'n Yalhalhj en el Centro Fotográfico Manuel Álvarez Bravo, Oaxaca, 2024.
- Mestiza en el Centro Cultural San Pablo, Oaxaca, 2018.

### Exposiciones colectivas
- Ojos en El Tinglado Gráfico, Oaxaca, 2025.
- Senderos de la Memoria. Fotografía y Comunidad en Centro Nacional de las Artes, Ciudad de México, 2024.
- 2nd Annual Latin American Foto Festival en The Bronx Documentary Center (BDC), Bronx, Nueva York, 2019.
- Photoville Festival en Brooklyn, Nueva York, 2019.

## Distinciones y reconocimientos
En 2018 recibió la distinción de la Bienal del FotoFest de Houston. Además, fue becaria de Visura en 2020, miembro de Magnum y exploradora de National Geographic. Mientras que, en 2023, fue parte del jurado en el concurso de fotografía auspiciado por el World Press Photo.